# Достоевский (кратер)
Достоевский (англ. Dostoevskij) — 411-километровый ударный кратер, расположенный на Меркурии по координатам  45°06′ ю. ш. 176°24′ з. д. / 45,1° ю. ш. 176,4° з. д.. Название кратера было утверждено Международным астрономическим союзом в 1979 году. Кратер назван в честь русского писателя Фёдора Михайловича Достоевского (1821—1881).
Согласно решению Международного астрономического союза кратеры на Меркурии называют в честь деятелей культуры: писателей, поэтов, художников, скульпторов, композиторов. Есть и исключения из этого правила — один кратер диаметром 60 км с лучевой системой назван в честь известного американского астронома Джерарда Койпера.
Кратеры, покрывающие меркурианскую пустыню, появились в ту пору, когда все тела Солнечной системы подвергались мощной метеоритной бомбардировке. Каждый удар метеорита сопровождается взрывом и оставляет воронку — кратер. В отсутствие ветра и водных потоков поверхность остается неизменной уже более 4 млрд. лет.